# Wolfgang Kampf
Wolfgang Kampf (* 6. Mai 1949) ist ein ehemaliger deutscher Fußballspieler.

## Karriere
Kampf spielte in der Jugend des Hamburger SV, bevor er über die Amateurelf den Sprung in die Bundesligamannschaft des HSV schaffte. Zur Mannschaft von Trainer Klaus-Dieter Ochs kamen daneben noch an den Rothenbaum die externen Neuzugänge Hans-Jürgen Ripp, Heinz Bonn und Gerd Klier. In der Saison 1970/71 absolvierte er drei Spiele und blieb hinter den Erwartungen des Vereins zurück, daher trennten sich bereits nach dem einen Jahr in der Bundesliga die Wege. Kampf wechselte zum 1. FC Phönix Lübeck, wohin ihn auch der Ersatztorhüter Gert Girschkowski begleitete. Der Ex-HSV-Amateur debütierte am 15. August 1971 unter Trainer Emil Iszo als Verteidiger mit einem 2:2-Heimremis gegen den FC St. Pauli in der damaligen Zweitklassigkeit der Regionalliga Nord. In seiner zweiten Saison in Lübeck, 1972/73, spielte er überwiegend im Angriff. Die Phönix-Offensive bildeten in dieser Serie zumeist Dieter Flamme, Kampf (31-14) und Norbert Bebensee. Gerd-Volker Schock überzeugte in der Abwehr. Kampf spielte zwei Spielzeiten in der Regionalliga und brachte es bei Phönix Lübeck auf 61 Ligaspiele mit 19 Toren.
Zur Saison 1973/74 wechselte er zum Ligarivalen und Meister der beiden letzten Jahre der Regionalliga, FC St. Pauli. Die erste Saison Kampfs bei Pauli war die letzte der zweitklassigen Regionalliga, ab der Folgesaison wurde vom DFB die 2. Bundesliga eingeführt. Kampf gelang mit seinen Mitspielern, durch den zweiten Platz in der Abschlusstabelle die Qualifikation für die 2. Bundesliga. Er hatte beim Gewinn der Vizemeisterschaft unter Trainer Karl-Heinz Mülhausen 30 Regionalligaspiele absolviert. In der letzten Aufstiegsrunde zur Bundesliga scheiterte er im Sommer 1974 mit seinen Mitspielern an Tennis Borussia Berlin. In der ersten Saison in der 2. Fußball-Bundesliga, 1974/75, belegte er mit dem neuen Trainer Kurt Krause und Mitspielern wie Reinhard Rietzke, Heino Hansen, Rolf Höfert und Torjäger Rüdiger Wenzel (37-24) den dritten Rang. Kampf hatte in 35 Einsätzen vier Tore erzielt. Meister wurde Hannover 96 vor Vizemeister Bayer Uerdingen, welcher einen Punkt vor St. Pauli und Arminia Bielefeld rangierte. Im zweiten Jahr in der 2. Bundesliga, 1975/76, verlor Kampf seinen Stammplatz an den Neuzugang Gino Ferrin. In der 2. Bundesliga absolvierte er in zwei Jahren 60 Spiele und erzielte sieben Tore.
Anschließend wechselte der gelernte Schiffsmakler und in der Optik-Branche tätige Kampf in das Amateurlager zum HSV Barmbek-Uhlenhorst und Altona 93. Mit Altona stieg er 1984 in die Oberliga auf und gewann den Hamburger Pokalwettbewerb.